# Eriogonum latens
Eriogonum latens là một loài thực vật có hoa trong họ Rau răm. Loài này được Jeps. mô tả khoa học đầu tiên năm 1914.